# Planète géante de glaces

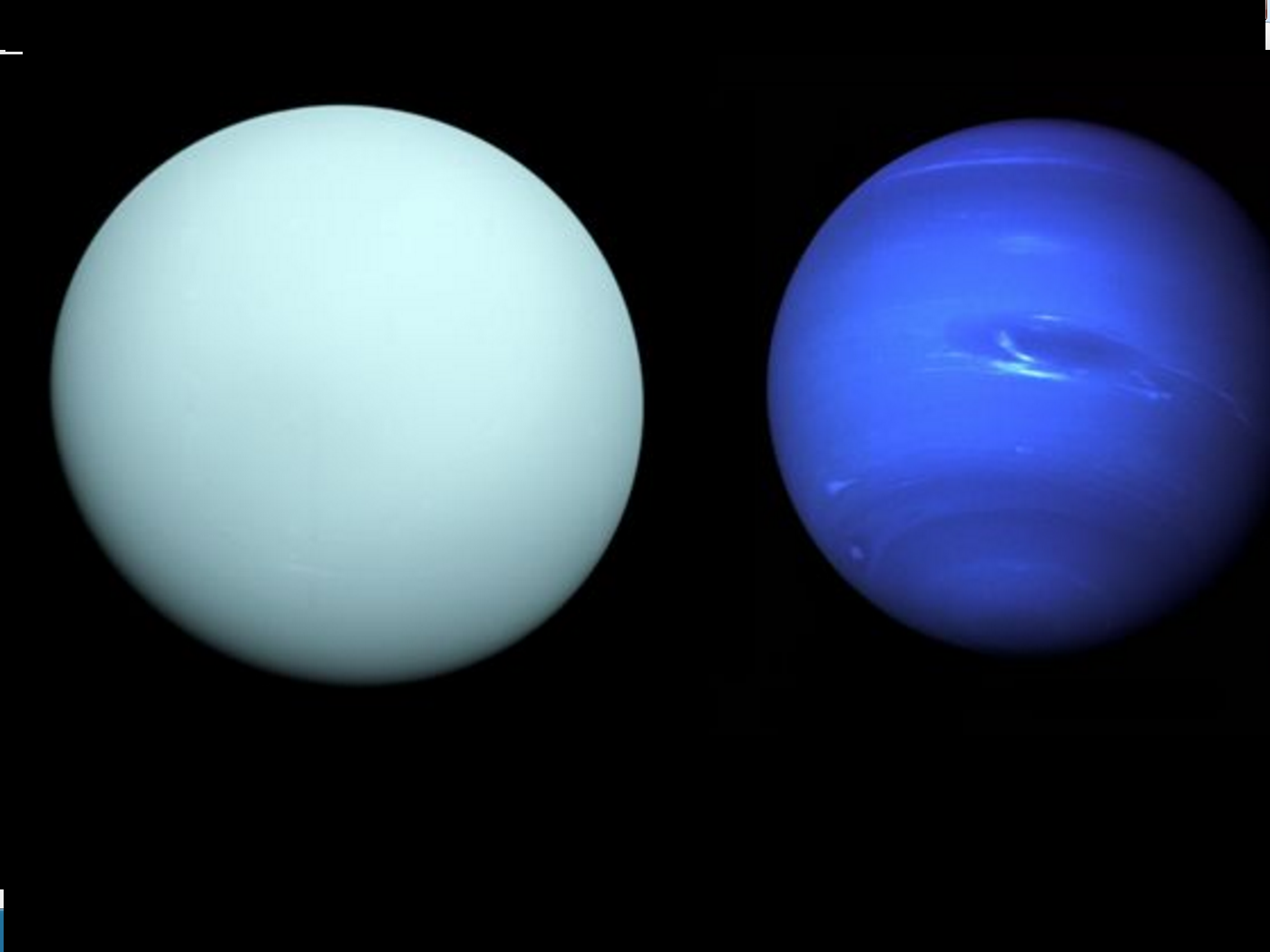
Uranus et Neptune, les géantes de glaces du système solaire.

Pour les articles homonymes, voir Géant de glace.
Ne doit pas être confondu avec planète glacée.
Les géantes de glaces, parfois appelée planète géante glacée ou planète sous-géante, ou encore, d'après le nom des deux exemples présents dans notre système solaire, un(e) Uranus ou un(e) Neptune (le second étant plus couramment utilisé), sont une sous-classe de planètes géantes qui ne sont pas principalement composées d'hydrogène et d'hélium, mais plutôt d'éléments volatils tels le méthane, l'ammoniac et l'eau. Ces matériaux sont appelés « glaces » en astrophysique, quel que soit leur état (solide, liquide…), à l'inverse de la définition usuelle de ce mot. Les géantes de glaces sont donc distinctes des planètes naines, satellites et autres corps célestes composés en grande partie de glace d'eau, telles les comètes.
Les géantes de glaces se forment vraisemblablement dans les quelque premiers millions d'années de l'accrétion d'un système planétaire, lorsque le disque protoplanétaire contient encore suffisamment de gaz, vite capturés par l'étoile et les éventuelles géantes joviennes.
Deux types de géantes de glaces sont distingués selon leur température : les Neptune chauds, orbitant près de leur étoile, et les Neptune froids, plus éloignés de leur étoile, comme Uranus et Neptune.

## Terminologie

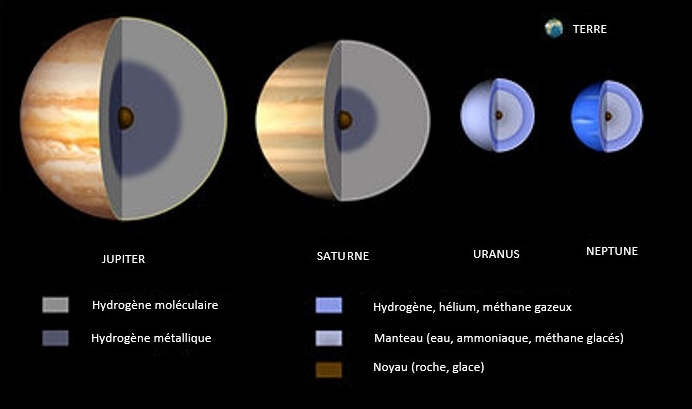
Composition des deux types de géantes gazeuses.

En 1952, l'écrivain de science-fiction James Blish forge le nom de « géante gazeuse », utilisé pour faire référence aux grosses planètes non telluriques du système solaire. Le nom de cette classe était alors synonyme de « planète géante ». Cependant, il était déjà clair à l'époque que la composition d'Uranus et Neptune est très différente de celle de Jupiter et Saturne. Elles sont essentiellement constituées de composés plus lourds que l'hydrogène et l'hélium et constituent à ce titre un groupe distinct de planètes géantes. Étant donné que, lors de leur formation, Uranus et Neptune ont incorporé des matériaux sous forme de glaces ou de gaz piégé dans de la glace d'eau, et que ces planètes sont ainsi composées d'éléments volatils plus lourds, l'appellation « géante de glaces » s'est peu à peu imposée,. 
L'usage le plus ancien connu de « géante de glaces » (ice giant en anglais) date de 1978 environ, et le terme devint d'usage courant dans les années 1980.

## Composition et structure

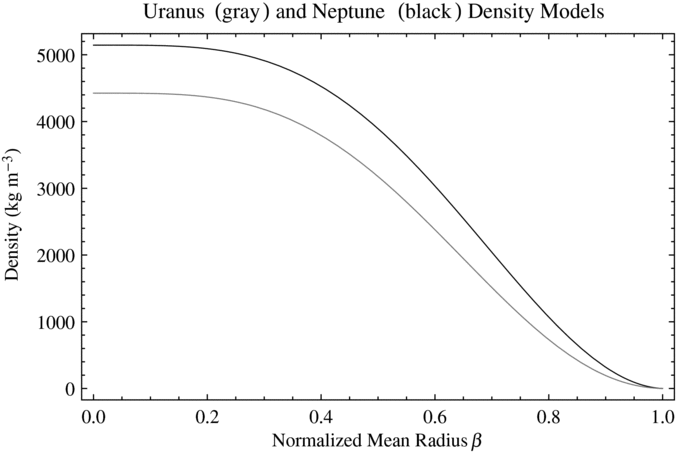
Profils de masse volumique radiale d'Uranus (courbe grise) et de Neptune (courbe noire). Les modélisations donnent une masse volumique supérieure pour Neptune.

Les planètes géantes de glaces sont composées essentiellement des éléments de masse intermédiaire (carbone, azote, oxygène), plus lourds que les « gaz » (hydrogène, hélium) mais moins que les « roches » (silicium) et les « métaux » (fer, nickel). Les géantes de glaces sont distinctes des planètes naines, satellites et autres corps célestes composés en grande partie de glace d'eau, telles les comètes.
Les planètes géantes de glaces ont des composés plus lourds que l'hydrogène et l'hélium, qui constituent environ 20 % de leur masse alors qu'en comparaison, ils sont les principaux constituants des planètes Jupiter et Saturne, les deux autres géantes gazeuses du système solaire. On retrouve ainsi dans les géantes de glaces des éléments tels le carbone, l'azote, l'oxygène et le soufre. Ces éléments, volatils à des températures supérieures à 100 kelvins, auraient été piégés dans différents types de glace, dont de la glace d'eau, lors de la formation des planètes.
En appliquant différentes équations d'état, les modélisations obtiennent une structure internes similaire pour les deux géantes de glaces.

## Exemples
Les planètes Uranus et Neptune appartiennent à la classe des planètes géantes glacées. Dans leur masse globale (et non pas seulement leur atmosphère), elles sont composées d'environ 20 % d'hydrogène, à comparer aux près de 90 % que ce gaz représente pour Jupiter et Saturne, les géantes gazeuses les plus massives du Système solaire.
Les géantes de glaces se forment vraisemblablement dans les quelques premiers millions d'années de l'accrétion d'un système planétaire, lorsque le disque protoplanétaire contient encore suffisamment de gaz, vite capturés par l'étoile et les éventuelles géantes joviennes.
Deux types de géantes de glaces sont distingués selon leur température : les Neptune chauds, orbitant près de leur étoile, et les Neptune froids, plus éloignés de leur étoile, comme Uranus et Neptune.

## Géantes de glaces extrasolaires
Les géantes de glace ont un aspect bleuâtre dû aux quantités importantes de glace de méthane qu'elles contiennent. Sont confirmées comme telles :
- HAT-P-26 b
- Gliese 436 b
- LHS 3154 b.